# Массак (Кентуккі)
Массак (англ. Massac) — переписна місцевість (CDP) в США, в окрузі Маккракен штату Кентуккі. Населення — 4635 осіб (2020).

## Географія
Массак розташований за координатами 37°1′56″ пн. ш. 88°41′10″ зх. д. / 37.03222° пн. ш. 88.68611° зх. д. (37.032084, -88.686160).  За даними Бюро перепису населення США в 2010 році переписна місцевість мала площу 10,52 км², з яких 10,45 км² — суходіл та 0,07 км² — водойми.

## Демографія
Згідно з переписом 2010 року, у переписній місцевості мешкало 4505 осіб у 1916 домогосподарствах у складі 1320 родин. Густота населення становила 428 осіб/км².  Було 2029 помешкань (193/км²).
Расовий склад населення:
| - 91,1 % — білих - 4,8 % — чорних або афроамериканців - 1,2 % — азіатів - 0,1 % — корінних американців - 1,0 % — осіб інших рас |

До двох чи більше рас належало 1,8 %. Частка іспаномовних становила 2,4 % від усіх жителів.
За віковим діапазоном населення розподілялося таким чином: 24,4 % — особи молодші 18 років, 60,5 % — особи у віці 18—64 років, 15,1 % — особи у віці 65 років та старші. Медіана віку мешканця становила 38,8 року. На 100 осіб жіночої статі у переписній місцевості припадало 91,1 чоловіків;  на 100 жінок у віці від 18 років та старших — 87,1 чоловіків також старших 18 років.
Середній дохід на одне домашнє господарство  становив 83 999 доларів США (медіана — 47 167), а середній дохід на одну сім'ю — 111 055 доларів (медіана — 65 161). За межею бідності перебувало 10,8 % осіб, у тому числі 16,2 % дітей у віці до 18 років та 5,3 % осіб у віці 65 років та старших.
Цивільне працевлаштоване населення становило 1917 осіб. Основні галузі зайнятості: освіта, охорона здоров'я та соціальна допомога — 24,9 %, роздрібна торгівля — 16,1 %, транспорт — 10,2 %, виробництво — 10,0 %.